# Maba (Sprache)
Das Maba (Eigenbezeichnung: bora/bura mabaŋ) gehört zur Untergruppe der nach ihm benannten Maba-Sprachen innerhalb des ostsudanischen Zweigs der nilosaharanischen Sprachfamilie. Es wird von ca. 296,000 Menschen (Stand 2006) im östlichen Tschad (Wadai u. Biltine) gesprochen.
Die Angehörigen des Volkes der Maba sind meist Anhänger des Islam.
Eine weitere wichtige Sprache in der Maba-Gruppe ist das Masalit.

## Die Gliederung der Maba-Sprachen
- Maba-Sprachen[2]
  - Mabang-Gruppe
    - Kendeje (ca. 2.000)
    - Maba-Gruppe 
      - Maba (ca. 250.000)
      - Marfa (ca. 5.000–10.000)

    - Masalit-Gruppe 
      - Massalat (ca. 10, Stand 1991)
      - Masalit (ca. 240.000)
      - Surbakhal (ca. 8.000)

    - Runga-Kibet-Gruppe
      - Kibet (ca. 20.000)
      - Runga (auch: Aiki; ca. 20.000)

  - Karanga (ca. 10.000)

Außer dem Masalit, das hauptsächlich im Sudan lokalisiert ist, werden alle diese Sprachen im Tschad (teilweise auch in der Zentralafrikanischen Republik) gesprochen.

## Vergleichender Wortschatz
| Wortbedeutung | Maba  | Masalit  | Wortbedeutung | Maba   | Masalit |
| ------------- | ----- | -------- | ------------- | ------ | ------- |
| Frau          | mušɔŋ | muco     | Wasser        | ʌnji   | sa      |
| Kopf          | kiji  | kuju     | Feuer         | wʌsik  | waasi   |
| Auge          | kʌsik | kɔɔgi    | eins          | tek    | tiilo   |
| Ohr           | kɔye  | kɔyee    | zwei          | mbaar  | mbʌra   |
| Nase          | bɔɲ   | durmi(h) | drei          | kɔŋaal | kaaŋ    |
| Mund          | kʌna  | kanah    | vier          | asaal  | aas     |
| Zahn          | satik | kʌcine   | fünf          | tuur   | toor    |
| Hand          | kara  | kɔrɔ     | zehn          | atuk   | uttuk   |
| Fuß           | ja    | dowi     |               |        |         |

## Anmerkung
Maba und die Maba-Sprachen (engl. Maban languages) sind nicht zu verwechseln mit der westnilotischen Sprache Mabaan.